# Les Coupables innocents
Pour plus de détails, voir Fiche technique et Distribution.
Les Coupables innocents (Без вины виноватые, Bez viny vinovatye) est un film soviétique réalisé par Vladimir Petrov, sorti en 1945,, d'après la pièce Innocents coupables d'Alexandre Ostrovski (1881).
Le film enregistre 28,9 millions d'entrées en Union soviétique.

## Synopsis
Une actrice célèbre, Elena Kroutchinina, arrive dans une ville de province qui est sa ville natale. Autrefois. elle y avait un aimé et un fils, Gricha. Son aimé l'a abandonnée pour une femme riche et son fils est mort. Dix-sept ans ont passé. Elena Kroutchinina impressionne grandement le public local par son jeu et sa bonté. Le jeune acteur, Neznamov, ne peut se décider à savoir qui il a en face de lui: la meilleure des femmes qu'il n'ait jamais vue, ou bien une actrice cynique qui a abandonné ses enfants comme on le raconte sur elle. Il ne sait pas encore que Kroutchinina est sa mère.

## Fiche technique
- Titre français : Les Coupables innocents[3]
- Titre original : Без вины виноватые, Bez viny vinovatye
- Réalisation : Vladimir Petrov
- Scénario : Vladimir Petrov, d'après la pièce Innocents coupables d'Alexandre Ostrovski (1881).
- Photographie : Vladimir Iakovlev
- Musique : Nikolaï Krioukov
- Décors : Vladimir Egorov
- Montage : Klavdiia Moskvina
- Société de production : Mosfilm
- Pays de production :  Union soviétique
- Langue originale : russe
- Format : Noir et blanc
- Durée : 98 minutes
- Date de sortie :
  - Union soviétique : 21 septembre 1945

## Distribution
- Anna Tarassova : Elena Ivanovna Kroutchinina, actrice fameuse
- Viktor Stanitsyne : Nil Stratonytch Doudoukine, gentilhomme riche
- Boris Livanov : Grigori Lvovitch Mourov, jeune homme, issu d'un milieu de fonctionnaires provinciaux
- Olga Wicklandt : Nina Pavlovna Korinkina, actrice
- Vladimir Droujnikov : Grigori Neznamov, artiste d'un théâtre de province
- Alexeï Gribov : Chmaga, artiste d'un théâtre de province.
- Pavel Massalski : Petia Milovzorov, ancien amant de Kroutchinina
- Sofia Khalioutina : Arina Galtchikha, petite bourgeoise
- Nikolaï Konovalov : imprésario
- Boris Choukhmine : assistant du metteur en scène
- Sofia Garrel : Taïssa Chelavina, commerçante (non créditée)
- Vladimir Ouralski : marchand (non crédité)